# Верхние Кичаны
Верхние Кичаны — пресноводное озеро на территории сельского поселения Зареченск Кандалакшского района Мурманской области.

## Общие сведения
Площадь озера — 23,2 км², площадь водосборного бассейна — 197 км². Располагается на высоте 53,7 метров над уровнем моря.
Форма озера лопастная, продолговатая: оно почти на десять километров вытянуто с северо-запада на юго-восток. Берега изрезанные, каменисто-песчаные, преимущественно возвышенные, скалистые, местами заболоченные.
Через Верхние Кичаны протекает безымянный водоток, вытекающий из озера Кангас. Протекая ниже по течению через озёра Средние- и Нижние Кичаны, он впадает в озеро Лопское, через которое протекает река Лопская. Лопская впадает в озеро Пажма, являющееся частью Ковдозера. Через последнее протекает река Ковда, впадающая, в свою очередь, в Белое море.
В озере расположено более полусотни островов различной площади, рассредоточенных по всей площади водоёма, однако их количество может варьироваться в зависимости от уровня воды. Один из наиболее крупных — Андронов.
Населённые пункты вблизи водоёма отсутствуют.
Код объекта в государственном водном реестре — 02020000611102000001839.